# Smeđi nesit
Smeđi nesit (lat. Pelecanus occidentalis) je ptica iz porodice pelikanki. Najmanji je od osam vrsta pelikana, ali je ipak velika ptica 105-137 cm dužine s rasponom krila od 183-250 cm i težine između 2,7 – 5,5 kg. 
Jedna je od samo tri vrste pelikana, koje žive na zapadnoj polutki. Jedna je od dvije vrste pelikana, koje zaranjaju u vodu u potrazi za hranom. Jedna je od najpoznatijih ptica na jugu i zapadu SAD-a. Simbol je Louisiane. Nacionalna je ptica Barbadosa i Otoka Turks i Caicos. Maskota je nekoliko Sveučilišta. Pojavio se u dugometražnom crtanom filmu "U potrazi za Nemom", kao dobroćudni lik, premda se radnja odvija u blizini Australije, a tamo ne žive smeđi nesiti.
Kao i drugi pelikani snažno je građen, ima dugi vrat, kratke noge i upadljivo karakterističan snažan kljun s grlenom torbicom. Perje je sivo i smeđe po tijelu, a bijele i žute boje na glavi i vratu. 
Živi na na obalama Sjeverne, Srednje i Južne Amerike. Iako živi gotovo isključivo na obalama, mlade ptice također se povremeno pojavljuju na unutrašnjim slatkovodnim jezerima. U prošlosti je njegova brojnost u jugoistočnom SAD-u, bila posebno ugrožena korištenjem pesticida. 
Vrlo je društvena ptica, često lovi hranu u jatima, a to su razne vrste riba, posebice haringe, rijetko čak i školjke.
Gnijezdo od grana i raznih biljaka gradi uglavnom na drveću ili velikim grmovima. Ženka snese 1-2, rijetko 3 jaja, na kojima sjede 39 dana naizmjence oba roditelja. O osamostaljuje se s 9. tjedana života. U divljini može živjeti u prosjeku od 15 do 25 godina.

## Vanjske poveznice
|  | Zajednički poslužitelj ima stranicu o temi Pelecanus occidentalis    |
|  | Zajednički poslužitelj ima još gradiva o temi Pelecanus occidentalis |
|  | Wikivrste imaju podatke o taksonu Pelecanus occidentalis             |